# Mongiana

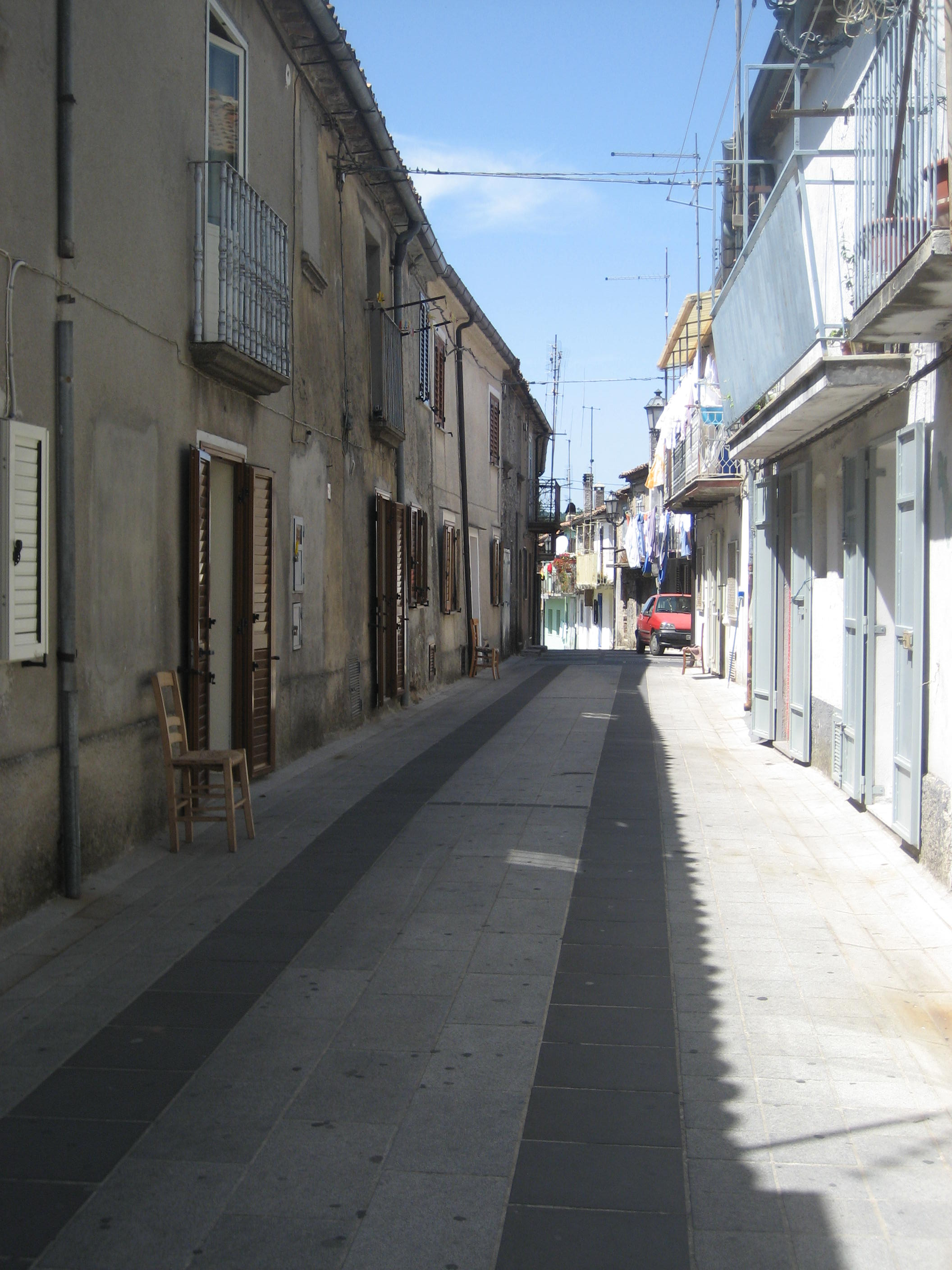
Straße im früheren Arbeiterviertel von Mongiana

Mongiana ist eine süditalienische Gemeinde (comune) mit 618 Einwohnern (Stand 31. Dezember 2023) in der Provinz Vibo Valentia in Kalabrien. Die Gemeinde liegt etwa 26,5 Kilometer südöstlich von Vibo Valentia in der Serre Calabrese und grenzt unmittelbar an die Metropolitanstadt Reggio Calabria.

## Verkehr
Durch die Gemeinde führt die Strada Statale 110 di Monte Cucco e Monte Pecoraro von Monasterace nach Pizzo.